# فن‌ترمین
فن‌ترمین که با نام تجاری آیونامین فروخته می‌شود، دارویی است که همراه با رژیم غذایی و ورزش برای درمان چاقی استفاده می‌شود. تا چند هفته به صورت خوراکی مصرف می‌شود. پس از چند هفته دیگر اثرات مفید آن رخ نمی‌دهد. همچنین به صورت ترکیبی فن‌ترمین/توپیرامات موجود است.
عوارض جانبی رایج شامل ضربان قلب سریع، فشار خون بالا، مشکل خواب، سرگیجه و بی‌قراری است. عوارض جانبی جدی ممکن است شامل فشار خون ریوی، بیماری دریچه ای قلب و سوء استفاده باشد. مصرف در دوران بارداری یا شیردهی توصیه نمی‌شود. استفاده همراه با SSRIها یا مهارکننده‌های MAO توصیه نمی‌شود. به عنوان یک سرکوب کننده اشتها احتمالاً به دلیل محرک بودن CNS عمل می‌کند. از نظر شیمیایی، فن‌ترمین یک آمفتامین جایگزین است.